# Resolució 1706 del Consell de Seguretat de les Nacions Unides
La Resolució 1706 del Consell de Seguretat de les Nacions Unides fou adoptada el 31 d'agost de 2006. Després de recordar les resolucions 1556 (2004), 1564 (2004), 1574 (2004), 1590 (2005), 1591 (2005), 1593 (2005), 1663 (2006), 1665 (2006) i 1679 (2006) sobre la situació al Sudan, el Consell va ampliar el mandat de la Missió de les Nacions Unides al Sudan (UNMIS) per incloure desplegaments al Darfur per aplicar el Acord de Pau del Darfur.
Sudan s'ha negat a participar en la sessió del Consell de Seguretat rebutjant fermament la resolució. La resolució 1706 va ser aprovada per 12 vots a favor i cap en contra i tres abstencions de la República Popular de la Xina, Qatar i Rússia; tots tres van dir que si bé donaven suport als continguts de la resolució, mancava el consentiment del Sudan. Atès que el desplegament depenia de l'acord del govern sudanès, la resolució va marcar la primera vegada que es va autoritzar una Missió de les Nacions Unides per al manteniment de la pau, però no va poder desplegar-se. També va ser el primer conflicte armat en què el Consell de Seguretat va invocar la "responsabilitat de per protegir la resolució". El 31 de juliol de 2007 l'aprovació de la Resolució 1769 va autoritzar finalment una missió de manteniment de la pau al Darfur.

## Resolució

### Observacions
Els membres del Consell van felicitar els esforços polítics per resoldre la crisi al Darfur, liderada per la Unió Africana, i va reafirmar el seu compromís d'ajudar el govern del Sudan a afrontar diversos problemes que afecten el país. A més, es van acollir els esforços de la Missió de la Unió Africana al Sudan (AMIS). El Consell preveia una continuació de l'operació de les Nacions Unides al Darfur amb la participació d'Àfrica.
Mentrestant, la resolució va expressar la seva preocupació per les conseqüències del prolongat conflicte al Darfur sobre la resta del Sudan i les veïnes República Centreafricana i el Txad, mentre que les relacions entre el Txad i el Sudan s'havien deteriorat. Les violacions dels drets humans i dret internacional humanitari al Darfur van ser condemnades i hi va haver preocupació per la seguretat dels treballadors d'ajuda humanitària.

### Actes
El mandat de la UNMIS es va ampliar per incloure desplegaments al Darfur, amb el consentiment del govern sudanès. Al mateix temps, es va decidir augmentar la seva mida fins a 17.300 militars, 3.300 policies i 16 unitats policials; es podrien implementar reforços temporals a petició del Secretari General. Kofi Annan es va demanar que fes un pla per a la transició d'una força de pau de la Unió Africana a la força de manteniment de la pau de les Nacions Unides amb desplegaments inicials que tinguessin lloc abans de l'1 d'octubre de 2006. També se li va demanar que reforcés l'AMIS a través dels recursos de les Nacions Unides.
Abordant el mandat de la UNMIS al Darfur, el Consell va decidir que calia treballar per aplicar l'Acord de Pau del Darfur. Les seves responsabilitats eren controlar l'alto el foc i els moviments de grups armats, investigar les violacions dels acords, participar en desmobilització i programes de reintegració per als excombatents, mantenir un presència en campaments de desplaçats interns, protecció de drets humans, assistència en l'organització dels referèndums proposats i promoure el procés de pau.
Finalment, la resolució va autoritzar a la UNMIS, sota el Capítol VII de la Carta de les Nacions Unides, a utilitzar "tots els mitjans necessaris" per protegir els civils, el personal de les Nacions Unides i el personal humanitari i per apoderar-se de les armes. Es va instar les parts en els acords a implementar-los plenament, i el Secretari General fou dirigit a informar sobre els progressos realitzats, inclosa la situació de refugiats.